# Шевченко Ілля Геннадійович
Ілля́ Генна́дійович Шевче́нко (17 серпня 1994 — 20 січня 2015) — солдат Збройних сил України, учасник російсько-української війни. Один із «кіборгів».

## Короткий життєпис
Народився 17 серпня 1994 року в місті Дніпропетровськ (нині — Дніпро). Закінчив 9 класів загальноосвітньої школи, у 2013 році — Коледж електрифікації Дніпропетровського державного аграрно-економічного університету.
З 4 вересня 2013 року проходив військову службу за контрактом у 25-й окремій повітряно-десантній бригаді.
З весни 2014 року брав участь в антитерористичній операції на Сході України.
Потрапив під мінометний обстріл, вчинений російськими збройними формуваннями, під час бойових дій ув районі Донецького аеропорту разом зі ще сімома десантниками. Зазнав тяжкого осколкового поранення в потилицю, 20 січня 2015-го помер у лікарні міста Красногорівки.
Похований 25 січня 2015-го в місті Дніпропетровськ, Краснопільське кладовище. Без Іллі лишилися батьки, сестра.

## Нагороди та вшанування
- Указом Президента України № 311/2015 від 4 червня 2015 року, «за особисту мужність і високий професіоналізм, виявлені у захисті державного суверенітету та територіальної цілісності України, вірність військовій присязі», нагороджений орденом «За мужність» III ступеня (посмертно)[1].
- Вшановується в меморіальному комплексі «Зала пам'яті», в щоденному ранковому церемоніалі 20 січня[2][3].